# Copacabana (film)
Copacabana è un film musicale del 1947, diretto da Alfred E. Green, e interpretato da Carmen Miranda e da Groucho Marx, qui alla sua prima apparizione cinematografica senza i fratelli Harpo e Chico.

## Trama
L'agente teatrale Lionel Q. Devereaux ha come unica cliente la cantante brasiliana Carmen Novarro. Per convincere Steve Hunt, proprietario del night-club Copacabana, a concedere un'audizione a Carmen, Deveraux finge di essere l'agente anche di Mademoiselle Fifi, una misteriosa artista parigina che non esiste nella realtà, ma che Deveraux fa impersonare dalla stessa Carmen. Lo sdoppiamento di Carmen nei due personaggi genera ben presto una serie di equivoci...